# SV Prussia-Samland Königsberg
Die SV Prussia-Samland Königsberg war ein deutscher Sportverein aus dem Stadtteil Amalienau der ostpreußischen Hauptstadt Königsberg. Mit fünf baltischen Fußballmeistertiteln und elf Spielzeiten in der Gauliga Ostpreußen gehörte der Verein zu den führenden Fußballmannschaften in Ostpreußen.

## Geschichte

### 1904 bis 1918 Fusion und erste Meistertitel
| Saison            | Spielklasse               | Level                     | Platz                     | Tore                      | Punkte                    |
| ----------------- | ------------------------- | ------------------------- | ------------------------- | ------------------------- | ------------------------- |
| 1908/09           | 1. Klasse Königsberg      | I                         | 5.                        | 05:60                     | 04:20                     |
| 1909/10           | 1. Klasse Königsberg      | I                         | 1.                        | 05:50                     | 06:20                     |
| 1909/10           | Baltische Endrunde        |                           | Sieger                    | Sieger                    | Sieger                    |
| 1910/11           | 1. Klasse Königsberg      | I                         | 2.                        | 20:70                     | 08:20                     |
| 1911/12           | 1. Klasse Königsberg      | I                         | 2.                        | 25:14                     | 08:40                     |
| 1912/13           | 1. Klasse Königsberg      | I                         | 1.                        | 59:11                     | 27:10                     |
| 1912/13           | Baltische Endrunde        |                           | Sieger                    | Sieger                    | Sieger                    |
| 1913/14           | 1. Klasse Königsberg      | I                         | 1.                        | 56:80                     | 14:20                     |
| 1913/14           | Baltische Endrunde        |                           | Sieger                    | Sieger                    | Sieger                    |
| 1914/15 – 1918/19 | kein Verbandsspielbetrieb | kein Verbandsspielbetrieb | kein Verbandsspielbetrieb | kein Verbandsspielbetrieb | kein Verbandsspielbetrieb |

|  | Baltischer Fußballmeister |

Auf Grund von Unstimmigkeiten ausgetretene Mitglieder des SC Ostpreußen Königsberg gründeten am 17. April 1904 den FC Prussia 1904 Königsberg. Im selben Jahr gründeten die besten Gymnasiasten der Königsberger Lehranstalten den Verein Sport Königsberg. Die Lebensdauer dieses Vereins war jedoch nur kurz, einige Spieler schlossen sich dem FC Königsberg an, die anderen bildeten im Oktober 1904 den Verein Sportzirkel Samland 1904 Königsberg. Beide Vereine waren Gründungsmitglieder des 1904 gegründeten Verbandes Königsberger Ballspiel-Vereine, vermochten aber nicht die Fußballmeisterschaft Königsbergs zu erringen. Mit Gründung des Baltischer Rasensport-Verbandes am 26. Januar 1908, dem sich beide Vereine anschlossen, wurden erstmals Fußballmeisterschaften über Königsberg hinaus ausgetragen. In der ersten Spielzeit des neuen Verbandes wurde der Königsberger Teilnehmer an der baltischen Fußballendrunde zwischen den vier teilnehmenden Mannschaften aus Terminnot im K.-o.-System ausgetragen. Beide Vereine trafen im Halbfinale aufeinander, Sportzirkel Samland behielt deutlich mit 10:1 die Oberhand. Im Finale scheiterte der Sportzirkel dann jedoch am VfB Königsberg mit 2:6.

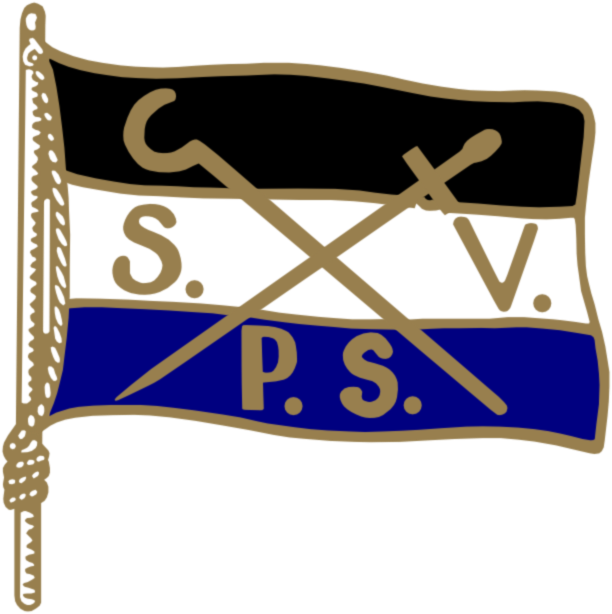
Logo Kurmark
(1908–1945)

Im Juli 1908 vereinigten sich beide Vereine zur Spielvereinigung Prussia-Samland 1904 Königsberg. 1909/10 konnte dann erstmals die 1. Klasse Königsberg gewonnen werden, ausschlaggebend dafür war ein Entscheidungsspiel zwischen dem VfB Königsberg und Prussia-Samland um den Sieg in Königsberg. Da der VfB Königsberg keinen spielfähigen Ball stellen konnte, wurde Prussia-Samland zum Sieger erklärt. Der Verein zog damit in die baltische Fußballendrunde ein, wo im Finale der BuEV Danzig wartete. In einem ausgeglichenen Spiel, das Halbzeitergebnis betrug 1:1, konnte sich Königsberg am Ende durch ein Tor von Friedrich durchsetzen, wodurch der erste baltische Fußballmeistertitel gewonnen wurde. Damit qualifizierte sich Königsberg für die deutsche Fußballmeisterschaft 1909/10, schied dort jedoch bereits in der Ausscheidungsrunde durch eine 1:5-Heimniederlage gegen den FC Tasmania Rixdorf aus. In den kommenden beiden Spielzeiten musste sich der Verein in Königsberg wieder dem VfB Königsberg geschlagen geben, erst 1912/13 konnte mit fünf Punkten Vorsprung die 1. Klasse Königsberg gewonnen werden. In der baltischen Fußballendrunde traf der Verein nach Siegen über den SV Allenstein und SC Lituania Tilsit auf den Titelverteidiger BuEV Danzig. Dieselbe Finalpaarung wie drei Jahre zuvor verlief in dieser Spielzeit unspektakulär, Prussia-Samland Königsberg war Danzig weit überlegen und holte dank eines 7:1-Sieges die zweite baltische Fußballmeisterschaft. Bei der deutschen Fußballmeisterschaft 1912/13 schied der Verein jedoch wieder im ersten Spiel aus, gegen den BTuFC Viktoria 1889 setzte es eine 1:6-Niederlage. 1913/14 wurde Dauerrivale VfB Königsberg in drei Entscheidungsspielen um den Sieg in Königsberg geschlagen. Auch in der Baltenendrunde setzte sich Prussia-Samland gegen den Stettiner SC und BuEV Danzig durch. Dennoch waren die Vereine in Ostpreußen den Vereinen im restlichen Deutschen Reich noch immer qualitativ unterlegen, auch bei der deutschen Fußballmeisterschaft 1913/14 schied Königsberg im Viertelfinale aus (1:4-Niederlage gegen VfB Leipzig). Auf Grund des Ersten Weltkriegs fand in den kommenden Jahren keine Verbandsendrunde statt.

### 1919 bis 1933 Zweite Kraft in Königsberg
| Saison    | Spielklasse                     | Level | Platz | Tore  | Punkte |
| --------- | ------------------------------- | ----- | ----- | ----- | ------ |
| 1919/20   | Bezirksliga Königsberg          | I     | 1.    | —     | —      |
| 1919/20   | Baltische Endrunde              |       | 3.    | 01:30 | 00:40  |
| 1920/21   | Bezirksliga Königsberg          | I     | 3.    | 12:80 | 07:30  |
| 1921/22   | Bezirksliga Königsberg          | I     | 3.    | 20:17 | 13:11  |
| 1922/23   | Bezirksliga Königsberg          | I     | 4.    | 18:24 | 11:11  |
| 1923/24   | Bezirksliga Königsberg          | I     | 2.    | 47:20 | 23:50  |
| 1924/25   | Bezirksliga Königsberg Frühjahr | I     | 2.    | 18:60 | 10:20  |
| 1924/25   | Bezirksliga Königsberg Übergang | I.    | 2.    | 55:17 | 23:50  |
| 1925/26   | Bezirksliga Königsberg          | I     | 2.    | 45:90 | 20:40  |
| 1925/26   | ostpreußische Endrunde          |       | 3.    | 14:80 | 03:50  |
| 1926/27   | Ostpreußenliga                  | I     | 2.    | 10:15 | 10:60  |
| 1926/27   | baltische Endrunde              |       | 5.    | 08:13 | 03:70  |
| 1927/28   | Ostpreußenliga                  | I     | 3.    | 43:27 | 14:10  |
| 1928/29   | Ostpreußenliga                  | I     | 3.    | 43:23 | 10:10  |
| 1929/30   | Ostpreußenliga                  | I     | 3.    | 24:17 | 12:80  |
| 1930/31   | Abteilungsliga Königsberg       | I     | 1.    | 51:10 | 19:10  |
| 1930/31   | ostpreußische Endrunde          |       | 2.    | 20:14 | 08:40  |
| 1930/31   | baltische Endrunde              |       | 1.    | 15:15 | 08:40  |
| 1931/31   | Abteilungsliga Königsberg       | I     | 2.    | 19:80 | 07:30  |
| 1931/31   | ostpreußische Endrunde          |       | 3.    | 10:14 | 05:70  |
| 1932/33   | Abteilungsliga Königsberg       | I     | 1.    | 60:90 | 20:00  |
| 1932/33   | ostpreußische Endrunde          |       | 2.    | 22:17 | 10:60  |
| 1932/33   | baltische Endrunde              |       | 1.    | 16:13 | 08:40  |
| 1933/34 a | Abteilungsliga Königsberg       | I     | 1.    | 32:12 | 14:60  |

|  | baltischer Fußballmeister |

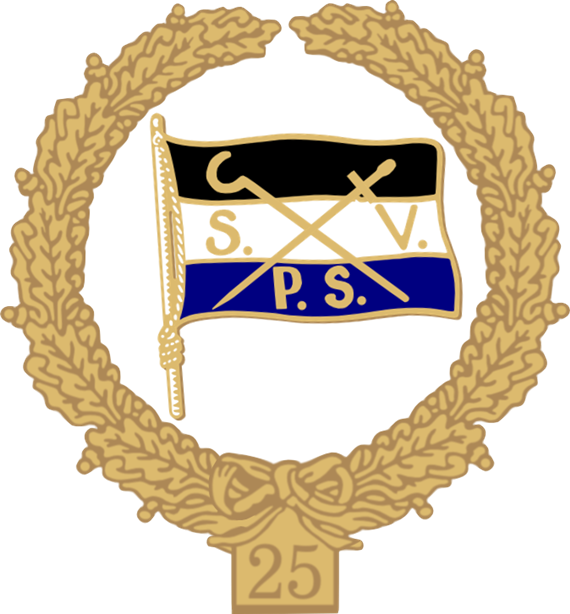
Logo zum 25-jährigen Jubiläum

Nach dem Ersten Weltkrieg fand zur Spielzeit 1919/20 wieder ein Verbandsspielbetrieb statt. Der SV Prussia-Samland Königsberg setzte sich in der Bezirksliga Königsberg durch, in der ostpreußischen Fußballendrunde konnte die SV Masovia Lyck im Finale mit 7:0 geschlagen werden. Dadurch qualifizierte sich Königsberg erneut für die baltische Fußballendrunde, bei der jedoch nach zwei Niederlagen gegen den Stettiner FC Titania (1:2) und den Danziger SC (0:1) nur der dritte Tabellenplatz heraussprang. Anfang der 1920er fiel der Verein dann zwischenzeitlich sogar hinter Concordia Königsberg und dem SV Rasensport-Preußen Königsberg zurück. 1923/24 kehrte Prussia-Samland zur alten Stärke zurück, in der Bezirksliga Königsberg musste sich der Verein nur um zwei Punkte dem Seriensieger VfB Königsberg geschlagen geben. Zur Saison 1926/27 wurde die oberste eingleisige Ostpreußenliga eingeführt, die Bezirksligen fielen in die zweite Ligaebene zurück. Durch den zweiten Tabellenplatz 1925/26 qualifizierte sich der SV Prussia-Samland Königsberg für diese Liga, in der sich nun bereits ab Saisonbeginn mit den stärksten ostpreußischen Vereinen gemessen werden konnte. 1926/27 qualifizierte sich Königsberg dank des zweiten Tabellenplatzes erneut für die baltische Fußballendrunde, wurde in dieser jedoch nur enttäuschender Fünfter. In den kommenden beiden Spielzeiten wurde der Verein jeweils hinter dem VfB Königsberg und der erstarkten SpVgg Memel Dritter in der Ostpreußenliga. 
Diese Ostpreußenliga wurde ab 1930/31 aufgelöst, an ihrer Stelle traten drei gleichrangige Abteilungsligen, die Sieger und Zweiten dieser drei Ligen traten dann in der ostpreußischen Fußballendrunde aufeinander, um die beiden Teilnehmer zur baltischen Fußballmeisterschaft zu ermitteln. 1930/31 wurde Prussia-Samland ungeschlagen Sieger der Abteilungsliga Königsberg, in der ostpreußischen Fußballendrunde musste man sich zwar dem VfB Königsberg geschlagen geben, zog als Bezirksvizemeister aber ebenfalls in die Baltenendrunde ein. Hier konnte sich Prussia-Samland wiederum gegen den Lokalkonkurrenten durchsetzen und wurde zum vierten Mal baltischer Fußballmeister. Das Achtelfinale der deutschen Fußballmeisterschaft 1930/31 verlief denkbar unglücklich. Gegen den deutschen Fußballmeister von 1912, Holstein Kiel, führte Prussia-Samland Königsberg zur Halbzeit bereits mit 2:0, bevor Kiel in der zweiten Halbzeit noch drei Tore erzielen konnte und Königsberg somit aus dem Wettbewerb schmiss. 1932/33 konnte Prussia-Samland seinen letzten baltischen Fußballmeistertitel feiern. In der ostpreußischen Endrunde noch dem Titelverteidiger SV Hindenburg Allenstein unterlegen, konnte in der baltischen Endrunde im Rundenturnier der erste Platz vor Allenstein errungen werden, obwohl beide Partien im Direktvergleich verloren gingen. Auch bei der deutschen Fußballmeisterschaft 1932/33 hatte Königsberg kein Glück, wieder schied der Verein im Achtelfinale aus. Bedingt durch die langen Winter wurden die Ligaspiele ab Anfang der 1930er bereits ein Jahr vor der eigentlichen Endrunde ausgespielt. Dies hatte zur Folge, dass für eine etwaige Endrunde 1933/34 die Spiele in der Abteilungsliga Königsberg bereits ab Herbst 1932 stattfanden. Auch hier wurde Prussia-Samland erster. Nach Machtübernahme der Nationalsozialisten 1933 wurden die Fußballverbände jedoch aufgelöst und durch 16 Fußballgaue ersetzt.

### 1933 bis 1945 Dreimaliger Gauvizemeister
| Saison  | Spielklasse                          | Level | Platz | Tore  | Punkte |
| ------- | ------------------------------------ | ----- | ----- | ----- | ------ |
| 1933/34 | Gauliga Ostpreußen Gr. A             | I     | 3.    | 27:23 | 11:13  |
| 1934/35 | Gauliga Ostpreußen Gr. A             | I     | 1.    | 26:16 | 19:50  |
| 1935/36 | Gauliga Ostpreußen Bezirk Königsberg | I     | 1.    | 46:21 | 21:30  |
| 1935/36 | Gauliga Ostpreußen Endrunde Gr. A    |       | 1.    | 09:30 |        |
| 1936/37 | Gauliga Ostpreußen Bezirk Königsberg | I     | 3.    | 34:23 | 14:10  |
| 1937/38 | Gauliga Ostpreußen Bezirk Königsberg | I     | 1.    | 49:21 | 20:40  |
| 1937/38 | Gauliga Ostpreußen Endrunde Gr. A    |       | 4.    | 06:23 | 02:10  |
| 1938/39 | Gauliga Ostpreußen                   | I     | 8.    | 31:39 | 14:22  |
| 1939/40 | Gauliga Ostpreußen b                 | I     | 6.    | 04:30 | 03:10  |
| 1939/40 | Gauliga Ostpreußen                   | I     | 4.    | 06:17 | 02:10  |
| 1940/41 | Gauliga Ostpreußen                   | I     | 4.    | 21:29 | 13:11  |
| 1941/42 | Gauliga Ostpreußen                   | I     | 3.    | 21:22 | 13:70  |
| 1942/43 | Gauliga Ostpreußen                   | I     | 2.    | 41:29 | 15:90  |
| 1943/44 | Gauliga Ostpreußen                   | I     | 6.    | 21:50 | 07:17  |

Für die erste Austragung der Gauliga Ostpreußen qualifizierten sich unter anderem die drei besten Vereine aus der Abteilungsliga Königsberg der eigentlich vorgesehenen Spielzeit 1933/34. Somit erhielt der SV Prussia-Samland Königsberg einen Startplatz für die Gauliga Ostpreußen 1933/34, welche in zwei Gruppen ausgespielt wurde. In der Premierensaison kam Königsberg nicht über den dritten Tabellenrang hinaus, überraschend setzte sich Preußen Danzig durch und konnte ebenfalls das gaufinale gewinnen. 1934/35 gewann Prussia-Samland dann die Gruppe A mit vier Punkten Vorsprung vor dem Aufsteiger SV Schutzpolizei Danzig und weit vor dem in dieser Spielzeit überraschend schlechtem VfB Königsberg. Im Gaufinale traf Königsberg auf den Militärsportverein Yorck Boyen Insterburg. Bereits das Hinspiel ging 1:5 verloren, im Rückspiel konnte Königsberg zwar noch ein 2:1-Sieg erkämpfen, in Addition gewann aber Insterburg die Gaumeisterschaft. Zur Saison 1935/36 wurde die Gauliga Ostpreußen auf vier Bezirke mit je sieben Mannschaften erweitert, Prussia-Samland spielte fortan im Bezirk Königsberg. Dieser konnte 1935/36 gewonnen werden, auch in der Finalgruppe A setzte sich der Verein durch. Im Finale traf Königsberg auf den seit Anfang der 1930er erstarkten SV Hindenburg Allenstein, verlor beide Spiele (0:2 und 2:7) und verpasste erneut den Gaumeistertitel. In Folge verlor Königsberg weiter den Anschluss an die Spitzenmannschaften, 1936/37 kam der Verein nicht über einen dritten Platz in Königsberg hinaus, 1937/38 wurde zwar die Finalgruppe erreicht, schied in dieser jedoch als Letztplatzierter ab.
1938/39 entging SV Prussia-Samland Königsberg mit einem Punkt Abstand vor dem SV Rasensport-Preußen Königsberg knapp den Abstieg in die zweitklassige Bezirksklasse. Mit Beginn des Zweiten Weltkrieges wurden die Gauligen umstrukturiert, die Danziger und westpreußischen Vereine wechselten in eine eigene Gauliga, außerdem zogen sich die starken Militärsportvereine Yorck Boyen Insterburg und Hindenburg Allenstein zurück. Dennoch konnte Prussia-Samland nicht die Gaumeisterschaft erringen, der Stadtrivale VfB Königsberg war zu dominant und gewann alle Gaumeistertitel bis 1944. Bester Tabellenplatz in dieser Zeit war der zweite Rang 1942/43. Einmal nahm der Verein am DFB-Pokal teil. Er verlor jedoch in der ersten Runde 3:8 gegen den Stadtrivalen Königsberger STV.
Nach dem Zweiten Weltkrieg wurde das einstmals deutsche Königsberg von der Sowjetunion annektiert. Der SV Prussia-Samland Königsberg wurde, wie alle übrigen deutschen Vereine und Einrichtungen, zwangsaufgelöst. Bemerkenswert ist, dass der Verein in seinen 41 Jahren des Bestehens immer in der höchstmöglichen Spielklasse gespielt hatte.
Der bekannteste Fußballspieler der SV Prussia-Samland Königsberg war der am 12. Dezember 1909 geborene Fritz Ruchay, der auch einmal für die deutsche Nationalmannschaft spielte und später als Trainer beim SV Waldhof Mannheim, die Stuttgarter Kickers und dem VfR Kaiserslautern tätig war.

## Handball
Die Feldhandballmannschaft von Prussia-Samland gewann 1943 die Handball-Gauliga Ostpreußen und nahm dadurch an der deutschen Feldhandball-Meisterschaft 1942/43 teil, verlor jedoch bereits in der Ausscheidungsrunde mit 11:13 gegen den LSV Rahmel und schied aus.

## Erfolge
- Fußball:
  - 5 × Teilnahme an der Endrunde um die deutsche Meisterschaft: 1910, 1913, 1914, 1931, 1933
  - 1 × Teilnahme am DFB-Pokal: 1941
  - 5 × Baltischer Fußballmeister: 1910, 1913, 1914, 1931, 1933
- Handball:
  - 1 × Teilnahme an der Endrunde um die deutsche Meisterschaft: 1943
  - 1 × Gaumeister Ostpreußens: 1943

## Bekannte ehemalige Spieler
- Max Friedrich
- Erich Konietzka
- Otto Lowien
- Bruno Neumann
- Fritz Ruchay, Nationalspieler